# G. P. Ayuntamiento de Bilbao
El G. P. Ayuntamiento de Bilbao fue una carrera ciclista disputada en el País Vasco en diferentes periodos de los años 40, 50 y 60. 

## Historia
Fue creada en 1943, dadas las dificultades económicas para organizar el Circuito del Norte, creado a su vez a fin de suplir la falta de pruebas ciclistas por etapas en la región desde la desaparición de la Vuelta al País Vasco. El G. P. Ayuntamiento de Bilbao suponía un menor desembolso económico para los organizadores, dado que su número de etapas era inferior al Circuito del Norte y asimismo el nivel de los participantes también descendía.
El formato de sus primeras ediciones era el de una vuelta por etapas, si bien cuando se retomó su disputa en las ediciones de los años 60, se hizo a modo de clásica. La prueba ha ido alternándose con las carreras de un día llamadas Clásica de Bilbao, G. P. Vizcaya, Cinturón de Bilbao o G. P. Cinturón de Hierro ya que solo algunas pocas veces coincidieron en un mismo año, siendo solamente el G. P. Vizcaya el que tuvo cierta continuidad.
Desde que desaparició la Clásica Bilbao en 1988 (la última de ellas en desparecer), existe una Clásica Bilbao-Bilbao aunque es una clásica cicloturista; si bien en el año 2006 se anunció que la carrera podría volver, como heredera de aquella última clásica bilbaína en desaparecer, hecho que finalmente no ocurrió.
A lo largo de las once ediciones del G. P. Ayuntamiento de Bilbao, todas ganadas por ciclistas españoles, no hubo ningún ciclista que lograra sumar más de una victoria en su palmarés.

## Palmarés
| Año       | Ganador              | Segundo               | Tercero                 |
| --------- | -------------------- | --------------------- | ----------------------- |
| 1943      | Martín Mancisidor    | Julián Berrendero     | Antonio Destrieux       |
| 1944      | José Gandara         | Isidro Bejarano       | Pedro Font              |
| 1945-1951 | No se disputó        | No se disputó         | No se disputó           |
| 1952      | Senén Blanco         | Adolfo Cruz           | Andrés Trobat           |
| 1953      | Cosme Barrutia       | Miguel Bover          | Emilio Rodríguez        |
| 1954      | Ponciano Arbelaiz    | Antonio Barrutia      | Manuel Rodríguez Barros |
| 1955      | Carmelo Morales      | Antonio Ferraz        | Juan Bibiloni           |
| 1956-1959 | No se disputó        | No se disputó         | No se disputó           |
| 1960      | José Segú            | José Luis Talamillo   | Aniceto Utset           |
| 1961      | Juan José Sagarduy   | Jose Bernardez Boluja | Federico Bahamontes     |
| 1962      | Eusebio Vélez        | Antonio Karmany       | Francisco Gabica        |
| 1963      | Roberto Morales      | José Antonio Momeñe   | Ventura Díaz Arrey      |
| 1964      | Manuel Martín Piñera | José Antonio Momeñe   | Sebastián Elorza        |

## Palmarés por países
| País   | Victorias |
| ------ | --------- |
| España | 11        |